# 센고쿠 다이묘
센고쿠 다이묘(일본어: 戦国大名 센고쿠다이묘우[*])는 일본 센고쿠 시대에 수 군에서 수개 구니 규모의 영역을 일원적으로 지배한 다이묘를 가리키는 말이다.
무로마치 시대의 슈고 다이묘와 비교하면, 센고쿠 다이묘는 중앙권력과의 구별을 명확히 하고, 가신의 통제를 강화하여 지행에 상응하는 군역을 부과하는 간다카제(貫高制)를 확립하였으며, 독자적으로 가신간, 영민간의 분쟁을 조정하는 분국법을 제정하기도 하는 등 자신의 영지의 집권화를 크게 강화한 것이 큰 특징이다. 또한, 슈고 다이묘는 각각 한 국을 단위로 하는 수호에 임명된 권위를 배경으로 지배하였기 때문에, 그 영향력이 자신이 수호에 임명된 국만으로 제한되었으나, 센고쿠 다이묘의 영지는 구니 단위와는 관계가 없었다. 하극상으로 종래의 수호를 타도하고 자신이 센고쿠 다이묘가 된 사례도 적지 않다.
물론, 지배의 정통성을 확립하고 근처의 다이묘를 능가하기 위하여 막부로부터 수호 직에 임명받은 센고쿠 다이묘가 많았으나, 한편으로는 마찬가지로 정통성의 확립과 주변 다이묘보다 앞서나가기 위한 동기로 조정에 다양한 공헌을 하여 보상으로 관위(무가관위)를 얻는 센고쿠 다이묘도 많았다. 이렇게 권위를 얻는 방편이 수호로 한정되지 않은 것도 센고쿠 다이묘의 특징 중 하나이다. 이에 따라 쇠망 직전의 일본 천황의 권위가 재인식되어, 천황은 무로마치 막부 말기에서 아즈치모모야마 시대의 전국 통일에 적지 않은 역할을 하였다.
센고쿠 다이묘에 의해 각 지배지의 영국화가 진전되어 전국적으로 지방분권화 경향이 현저했으나, 오다 노부나가와 도요토미 히데요시의 전국 통일로 중앙집권화로 전환되어 센고쿠 다이묘의 독립성은 크게 퇴색하게 된다. 이러한 흐름에 맞춰, 센고쿠 다이묘는 에도 막부의 막번체제하의 근세 다이묘로 이행하게 되었다.

## 출신
센고쿠 다이묘의 출신은 다음과 같다.
- 슈고 다이묘 - 사타케(佐竹)·이마가와(今川)·다케다(武田)·롯카쿠(六角)·오우치(大内)·오토모(大友)·시마즈(島津) 등
- 수호대 또는 가신 - 아사쿠라(朝倉)·아마고(尼子)·나가오 씨(長尾)·미요시(三好)·조소카베(長宗我部)·진보(神保)·하타노(波多野)·오다(織田)·마쓰나가(松永) 등
- 국인 - 모리(毛利)·다무라(田村) 등
- 종교세력 - 류조지(龍造寺)·쓰쓰이(筒井) 등
- 막부 관리 혹은 로닌 - 고호조(後北条)·사이토(斎藤)
- 공경 출신 혹은 고쿠시, 간토 간레이 등의 고위 관직 - 도사 이치조(一条)·기타바타케(北畠)·우에스기(上杉) 등

## 같이 보기
- 센고쿠 시대
- 슈고 다이묘